# 惠福路
惠福路是中國廣州市越秀區的一條東西走向的道路，位於北京路以西，龙津东路以東。全程為東至西單行綫。
全路分東、西兩段。由北京路至广州起义路路口為惠福東路，廣州起義路至人民中路路口為惠福西路。

## 歷史

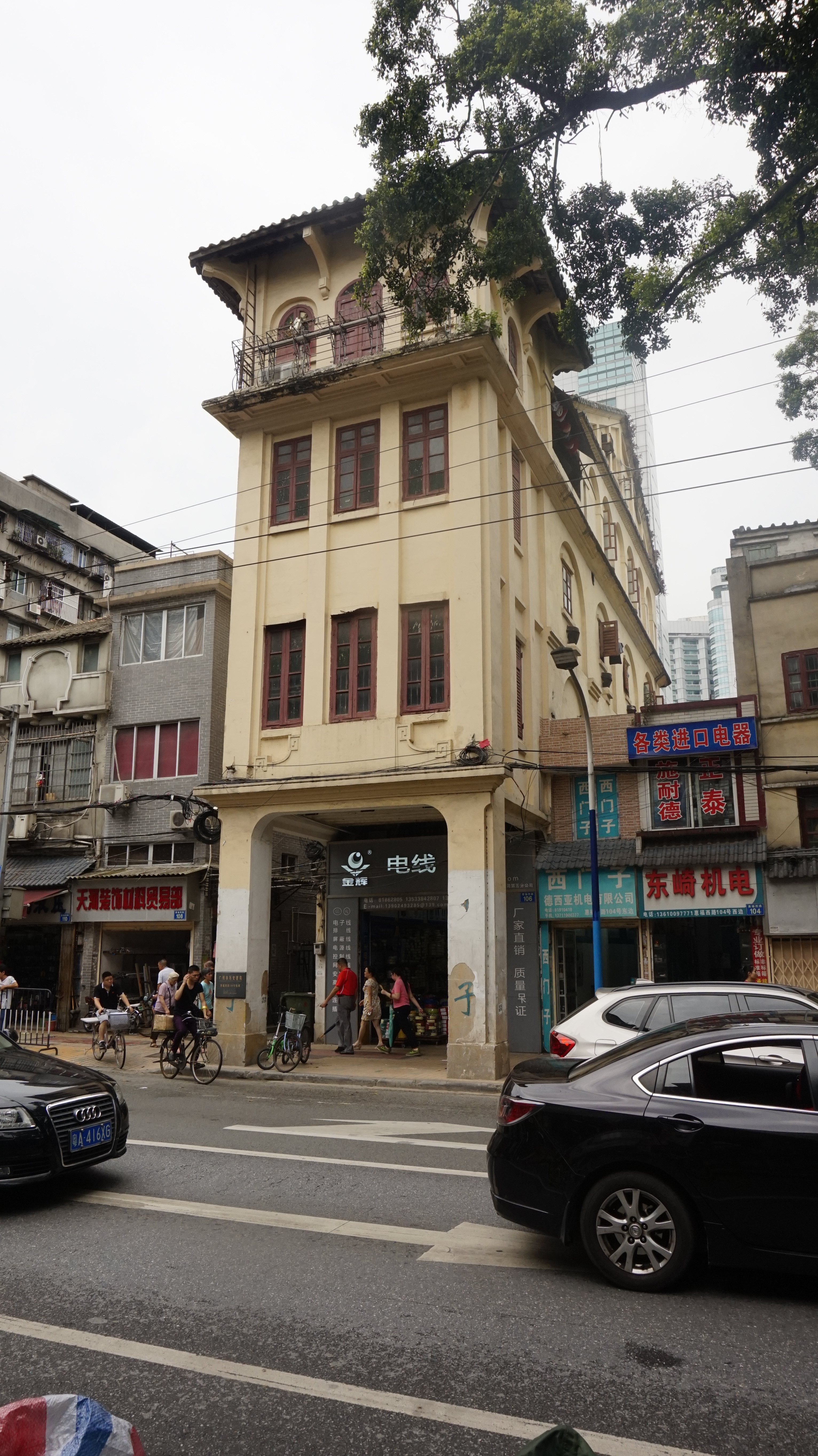
惠福西路比較特別的一棟騎樓，是廣州市第一批歷史建築

唐代時廣州主要碼頭區由象崗山（大北）偏移至光塔、惠福一帶，時珠江岸線考究在惠福路之南，文明路之北。光塔碼頭就位於坡山半島西側的浮丘灣畔，其西邊（今西關一帶）是屬於蘭湖流域的河湧縱橫的低窪沼澤地
。
宋代時，惠福路的一段稱爲大市街。1919年，市政府拆寺前街、惠福巷等建成惠福東路，拆早亨坊、大市街、安义街，建成惠福西路，為當時的主要商業馬路。文化大革命時期，東、西、中三段龍津路和東、西兩段惠福路，變稱向陽路，其中惠福西路為“向陽四路”，惠福東路為“向陽五路”1981年復名。

## 特色

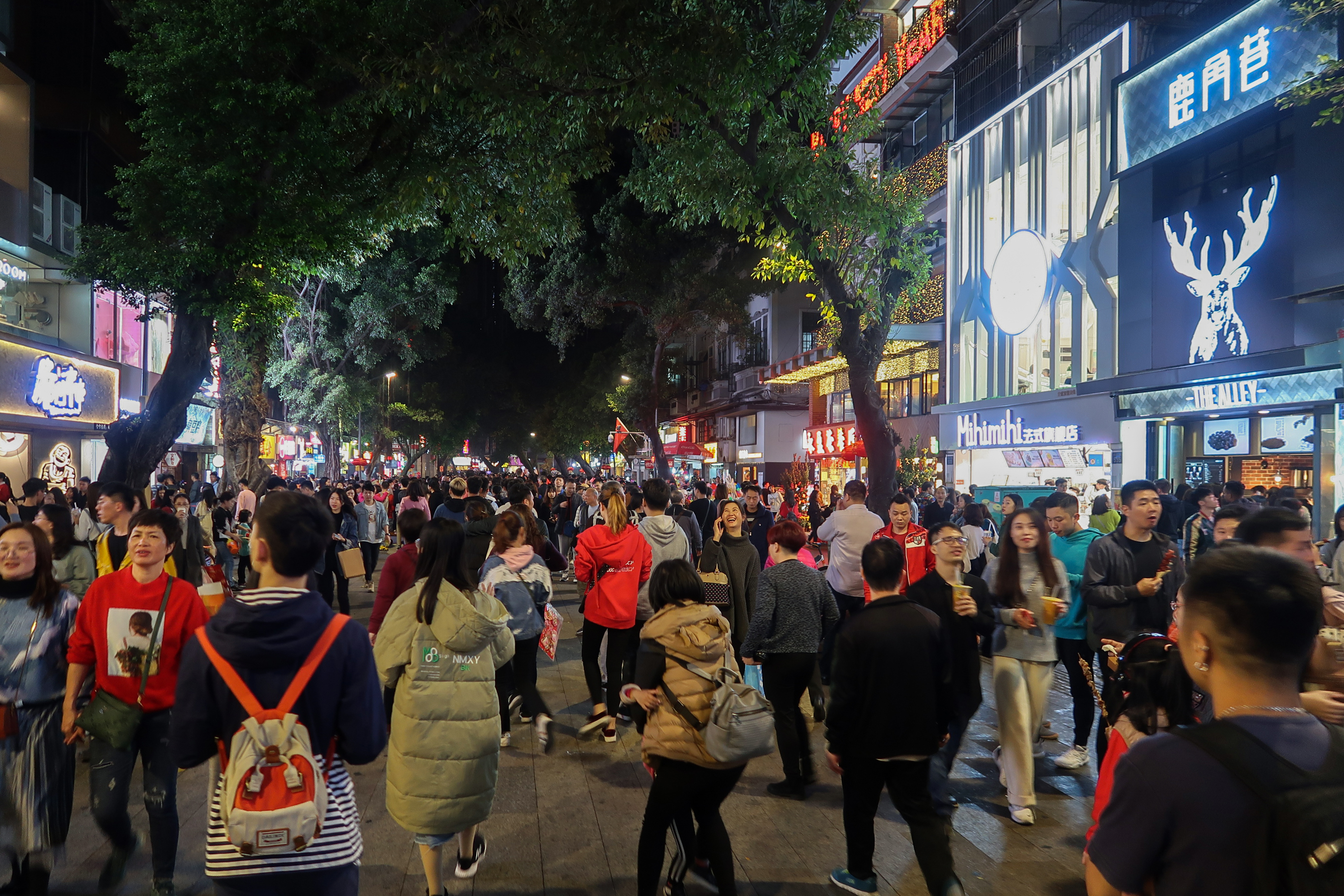
晚上的惠福東路，兩旁有多間人氣餐廳食肆（2019年）

今日的惠福東路，由於鄰近北京路步行街，有多間人氣餐廳食肆，人流興旺，往西則有較多經營招牌、廣告、旗幟的小商舖；而惠福西路則有較多電子零件、配件的商店。
惠福路屬于廣州東西走向的主要馬路，民國時期廣州所開闢的東西向馬路大都建有騎樓，惟惠福路兩邊沒有形成連續的騎樓街，因此在廣州的氣候下經常受烈日的直接照射，于是當時的廣州市政當局將惠福路定為首個馬路綠化的試點，在路兩旁種植樹木，以蔭行人。經過大半個世紀的時光，當年植下的小樹現在已成為參天大樹，令惠福路成為廣州城區內少數的林蔭大道之一。

### 健身院
譚文彪于民国37年（1948年）在惠福西路的中山同乡会（五仙觀）前开设谭氏健身院，提供健身和举重运动培訓。此為廣州首間健身院。任教廣州體育學院的國際級舉重裁判的潘覲光及梁輔英、劉英等曾於1950年代初在此接受培訓。

## 道路旁著名建築
由東往西排列
- 大佛寺
- 惠福肉菜市場
- 五仙觀
- 谭氏健身院（已消失）
- 廣東省人民醫院惠福院区

## 與之交匯道路
- 顺序由东往西排列，粗体字为主干道
- 禺山路、北京路
- 教育路
- 广州起义路
- 解放中路
- 米市路
- 海珠中路
- 纸行路、诗书路
- 人民中路、龙津东路

## 交通
巴士
- 惠福路(省醫門診部)站
- 惠福西站